# Egérárpa
Az egérárpa (Hordeum murinum) az egyszikűek (Monocotyledonopsida) osztályába és a perjefélék (Poaceae) családjába tartozó, nálunk igen gyakori egyéves gyomnövény. Népies elnevezése: toklász, cigánybúza.

## Előfordulás
Útmenti gyomtársulásokban országszerte gyakori. Magassága akár 30 centiméteres is lehet. Egynyári növény, magjai tavasszal csíráznak és hajtanak ki. Elterjedési területe a Földközi-tenger medencéje, Közép-Európa, Nyugat-Ázsia, és Észak-Afrika.
A középső füzérkék pelyvája hosszan pillás. Magjai az úgynevezett toklászban találhatóak, mely maximum 10 milliméter hosszú, szálkája 20-30 milliméteres. A középső füzérke ülő vagy nagyon rövid (maximum 0,6mm hosszú) nyelű és az oldalsó füzérke hosszabb, mint a középsők. A füzér tengelye törékeny, éréskor széthulló. Virágzása májustól júliusig tart. A csapadék fontos faktor, ugyanis ha az adott évben kevés eső esik, vagy túl korán vagy későn, akkor nem kel ki annyi mag. A növény ezért arra specializálódott, hogy a változó időjárási körülmények ellenére is minél több termést tudjon hozni, hogy a szaporodása biztosítva legyen.
A levél 2-8 milliméter széles, a felsők hüvelye kissé felfújt, kopasz vagy pelyhes, zöld.
Nem mérgező, azonban kutyatulajdonosok számára komoly veszélyeket rejthet. Tavasszal, amikor a növény még zöld és puha, egyes kutyák megrágcsálhatják, ez teljesen veszélytelen számukra, viszont nyáron, amikor a kalászok megsárgulnak, a toklász leválik a növényről, és mivel alakja lényegében egy dárdahegyre emlékeztet, könnyűszerrel be tud fúródni a kutya testébe. Ha egyszer befúródott, súlyos bőrproblémákat, fájdalmakat, extrém esetben az állat pusztulását is okozhatja, mivel lebomlani nem tud.